# Chelonus longioculis
Chelonus longioculis är en stekelart som först beskrevs av Vladimir Ivanovich Tobias 1964.  Chelonus longioculis ingår i släktet Chelonus och familjen bracksteklar. Inga underarter finns listade i Catalogue of Life.